# 국회의원
국회의원(國會議員, 영어: Member of parliament, MP)은 유권자를 대표해 의회를 이루는 구성원을 가리킨다. 양원제에서는 상원의원과 하원의원으로 구분하기도 한다. 각 나라별로 칭하는 이름이 다르며, 대한민국과 일본에서는 국회의원이라는 단어를 각각 대한민국 국회와 일본 국회의 귀족원 (現 참의원) 구성원을 특정하는 말로 쓰이기도 한다. 

## 양원제 의회

### 영국
영국의 하원의원은 그 사람이 속한 입법부의 명칭이 '팔리아먼트' (Parliament)냐 '어셈블리' (Assembly)냐에 따라 명칭이 전부 다르다. 우선 팔리아먼트라는 명칭을 쓰는 의회로는 다음이 있다.
- 영국 의회 (Parliament of the United Kingdom) - 영국의 국회. 하원에 해당하는 하원은 650인의 국회의원으로 구성되며, 국회의원 1인은 소선거구제로 뽑힌다. 국회의원은 영어로는 'Member of Parliament'라고도 불리며 줄임말로 MP라고도 불린다.
- 유럽 의회 (European Parliament) - 유럽 연합 회원국의 의회. 전체 의원 751인 중에서 영국에 배정된 의원수는 73인으로, 5년의 임기를 갖고 있다. 유럽 의회 의원 (MEP)이라고 부른다.
- 스코틀랜드 의회 (Scottish Parliament) - 스코틀랜드의 지역의회. 129인의 의원으로 구성되며, 의원 1인은 매 5년마다 추가의원제로 뽑힌다. 스코틀랜드 의회 의원 (MSP)이라 부른다.

어셈블리라는 명칭을 쓰는 의회로는 다음이 있다.
- 북아일랜드 의회 (Northern Ireland Assembly) - 북아일랜드의 지역의회. 90인의 의원으로 구성되며 '입법의원' (Members of the Legislative Assembly, MLA)이라고 부른다. 1921년부터 1973년까지는 '팔리아먼트'라는 이름을 쓴 북아일랜드 의회 (Parliament of Northern Ireland)로 불렀으며, 그 의원들 역시 'Members of Parliament'라는 명칭으로 불렀다.
- 웨일스 의회 (National Assembly for Wales) - 웨일스의 지역의회. 60인의 의원으로 구성되며 '의원' (Assembly Member, AM)이라고 부른다. 웨일스어로는 'Aelod y Cynulliad' (AC)라고 부른다.[1]

영국의 의원은 총선이나 재보궐선거에서 당선된 자신의 지역구를 대변한다. 또 총선 개최로 의회가 해산되기까지 임기를 수행된다. 의회 해산은 고정임기법에 따라 지난 총선로부터 5년 정도가 지나면 열린다.
의원 후보로 나서려면 영국 국민, 아일랜드 국민, 영연방 국가의 국민이어야 하며 연령제한은 만 18세 이상 (2006년 21세에서 낮춤)이다. 또 2006년 선거관리법에 따라 공직이나 공무원의 국회의원 겸직은 금지된다.
영국의 의원은 현직에서 사퇴할 수 있는 권리가 없다. 다만 선거를 치르기 전까지 스스로 사퇴하는 법적간주를 할 수는 있다. 영국 국회의원은 '왕실의 유급관직' (office of profit under the Crown)을 맡는 것을 금지하고 있기 때문에, 사퇴를 희망하는 국회의원은 칠턴 헌드레즈 관리대신이나 노스스테드 장원 관리대신에 지원해 국회의원 취급에서 벗어나면 된다. 이들 직위는 명목상으로는 유급 직무에 해당되므로 그 국회의원은 자기 의석을 공석인 상태로 두는 것이다. (내각 관료직의 경우 역시 봉급을 받고  '왕실을 위해 일하는' 것으로 되어있기는 하나, 이런 목적에는 해당하지 않는 것으로 본다.)
한편 영국 의회의 영국 상원의 경우, 일단은 영국 의회의 일부이고 그 구성원도 "영국 상원의원"이라고 번역하지만, 일반적인 선출직 의원이 아닌 하나의 작위로 취급된다. 따라서 영어 명칭도 'MP'가 아닌 'Lords of Parliament' (LP)라고 부른다. 종신 상원의원 (Lords Temporal)은 말 그대로 평생동안 의원직을 유지하며, 성직 상원의원 (Lords Spiritual)은 성직자 자리에 있는 의원이다. 나머지 의원 92인은 세습 귀족 중에서 선출된다. 원래는 세습귀족이라면 모두 상원의원이 될 수 있었으나 1999년 귀족원법 제정으로 바뀌게 되었고, 상원의원직에 선출된 세습 귀족이더라 하더라 자동으로 상원의원직을 후계자에게 물려주게 될 때, 이 세습을 포기할 수 있는 권리도 있다.